# Ariogaisos
Ariogaisos (auch lateinisch Ariogaesus; germanisch Ariogais) war in der frühen römischen Kaiserzeit ein Herrscher der Quaden in ihrem Reich im Mitteldonaugebiet. Im Jahr 173 zum König gewählt, führte er die Quaden zur Entscheidungsschlacht gegen Marc Aurels römische Truppen, die die Quaden durch das sogenannte Regenwunder verloren. Ausgeliefert an den Kaiser, wurde Ariogaisos von diesem nach Alexandria in Ägypten verbannt.

## Regierungszeit und Ende

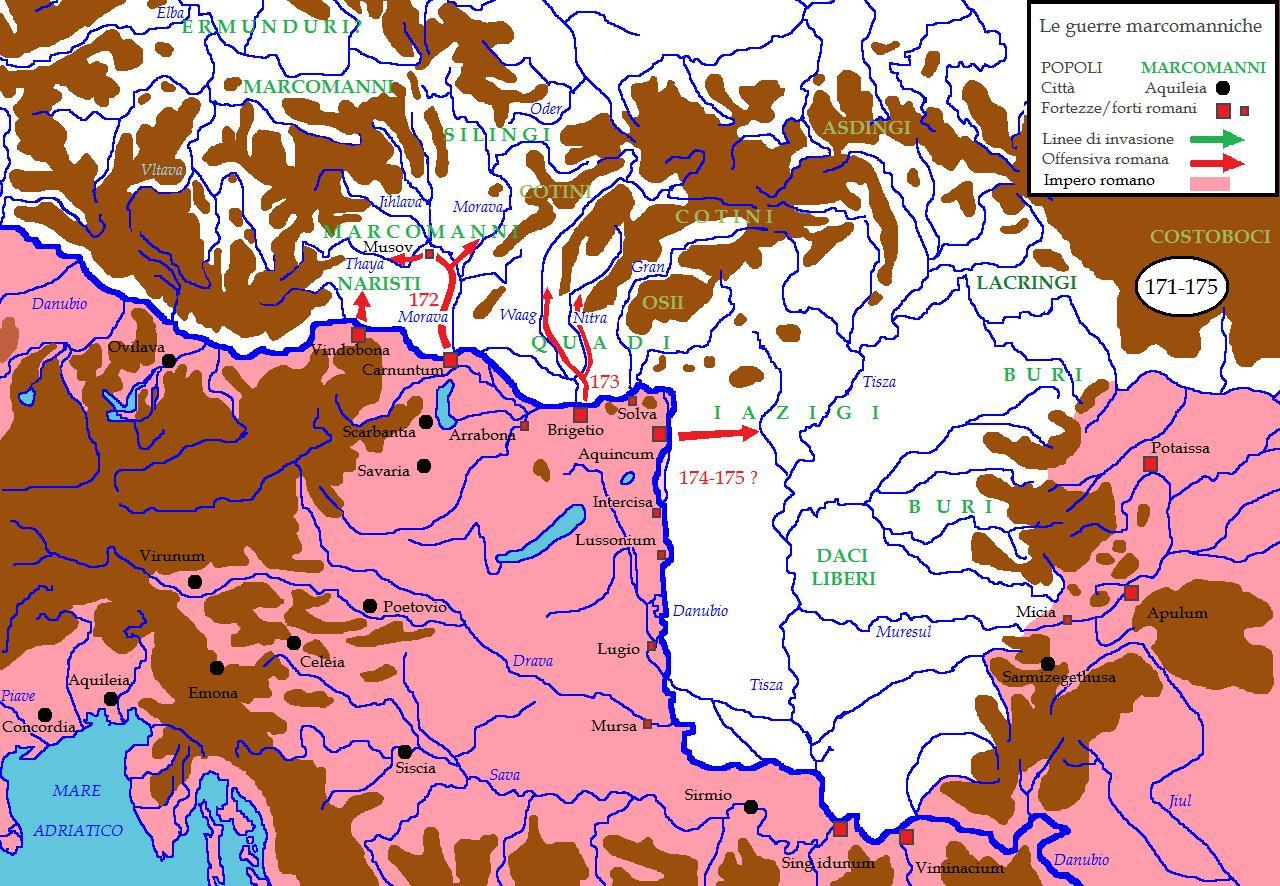
Römische Gegenoffensive unter Marc Aurel

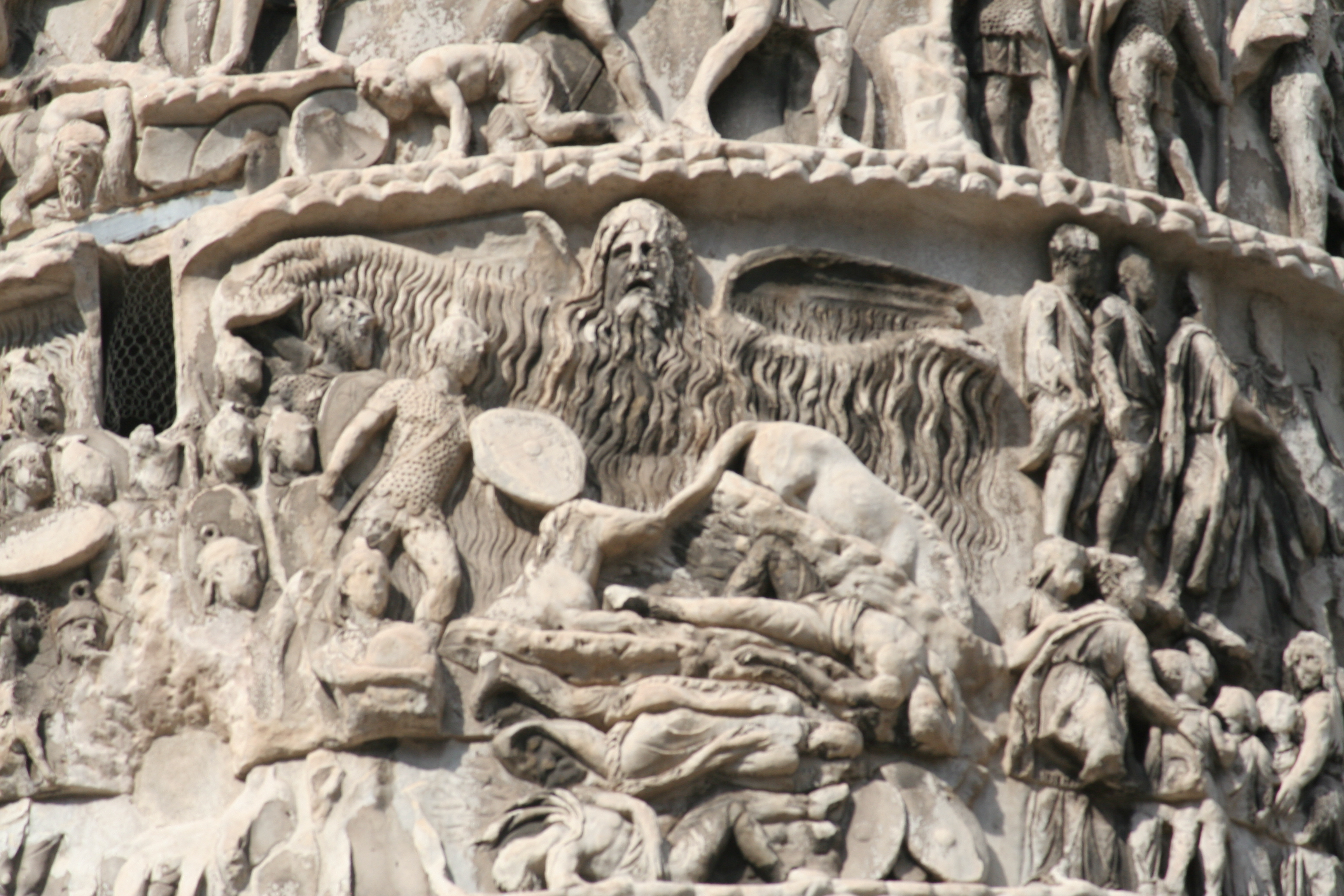
Dargestellt ist das Ereignis des sogenannten "Regenwunder im Gebiet der Quaden", in dem ein Gott als Antwort auf ein Gebet des Imperators die römischen Truppen rettet.

Während der Markomannenkriege verdrängten die Römer die Quaden und die übrigen Angreifer aus ihrem Gebiet und gingen in die Gegenoffensive über. Diese Strafexpedition gegen die Quaden führte Marc Aurel selbst an. Seine Truppen überquerten die Donau bei Brigetio nahe der Waagmündung sowie bei der Itavamündung. Die Spuren und Reste der entdeckten Militärlager der Römer in Iža, Radvaň nad Dunajom und Mužla zeugen davon. Die römischen Truppen drangen durch die Flusstäler bis ins Binnenland der (heutigen) Slowakei vor, dort stießen sie jedoch auf die Widerstand leistenden Quaden.
Der Kaiser schloss im Jahr 171 mit den Quaden einen Friedensvertrag und hob damit deren Bündnis mit den Markomannen und Sarmaten für einige Zeit auf. Die Quaden wurden zur Freigabe der Gefangenen und zur Lieferung von Pferden und Rindern an Rom verpflichtet und erhielten einen von Rom eingesetzten Klientelkönig namens Furtius. Die Quaden setzten den romfreundlichen Furtius jedoch bald darauf – im Jahr 173 – ab und erwählten aus ihren eigenen Reihen Ariogaisos zum König über das Quadenreich an der mittleren Donau. Das Bestehen einer „königlichen Schicht“ dieser Zeit ist archäologisch belegt mit dem in Südmähren entdeckten Königsgrab von Mušov.
Regenwunder:
Bereits zu Beginn der Expedition spielte sich ein sagenhaftes Ereignis ab. In der entscheidenden Schlacht der Quaden gegen Marc Aurels Truppen verwirrte ein plötzlicher heftiger Regen – das sogenannte Regenwunder – die quadischen Heeresverbände und die Römer erlangten überraschend den Sieg. Von dem Ereignis, das Werner Jobst auf den 11. Juni des Jahres 172 datiert, berichtet Dio Cassius. Dargestellt ist es auf der Markussäule in Rom. Aus dem ersten Buch der „Selbstbetrachtungen“ Marc Aurels „Im Quadenland am Gran“ geht hervor, dass der Kaiser während dieser Strafexpedition sein Lager im Grantal (in der heutigen Slowakei) aufschlug. Die erste Phase des Kriegs gegen die Quaden endete im Jahr 174 zugunsten der Römer. Die Quaden lieferten noch im selben Jahr Ariogaisos an den Kaiser aus. Der Quadenkönig wurde von diesem nach Alexandria in Ägypten verbannt, damit verliert sich seine Spur.

## Namenkundliches
Die sprachliche Form des zweigliedrigen Personennamens bietet mehrere Deutungsmöglichkeiten. Das Erstglied kann als identisch mit einem entsprechenden gallischen Personennamen-Element Ario-/Areo- angesehen werden und scheint verwandt zu sein mit einem altirischen aire „a noble, a chief, a freeman, a free peasant“.
Germanisch anlautendes h konnte in römischer und romanischer Zeit offenbar als Reibelaut wiedergegeben werden, aber auch unbezeichnet bleiben. Diese Feststellung führt zu einem anderen Ansatz: Das Erstglied Ario- wird Hario-/Haria- gleichgesetzt, das einem gotischen harjis „Heer“ gliche. In der Form Harigēr ist dieser Name in althochdeutscher Zeit für etwa seit dem 8. Jahrhundert oft bezeugt und auch im Angelsächsischen belegt.
Auch das Zweitglied des Namens -gaisos weist keltische und germanische Entsprechungen im appellativischen Wortschatz auf: so das germanische *gaisaz für “Ger”, das kelto-lateinische gaesum (=telum Galliarum tenerum) oder altirisches gae, “Speer”. Im Keltischen kommt das Wort jedoch nur in Kurznamen vor.